# Infobright
Infobright es una base de datos analítica de altas prestaciones, diseñada para analizar grandes volúmenes de datos generados automáticamente.

## Historia
Infobright fue fundada en 2005, y se convirtió en una compañía de código abierto en septiembre de 2008, cuando publicó la primera versión de su software, al tiempo que su sitio web fue puesto a disposición de la comunidad.
La compañía fue fundada por los inversores de capital riesgo Flybridge Capital Partners, RBC Venture Partners, y Sun Microsystems.
En 2009 Infobright fue designado partner MySQL del año, y proveedor destacado en el área de gestión de datos e integración por Gartner. También está certificada para su uso en la línea de Almacenamiento Unificado de Sun. Es el demandante de patentes en compresión de datos, optimización de preguntas y organización de datos.

## Tecnología
Infobright combina una base de datos orientada a columnas con una arquitectura de retícula propietaria para obtener una base de datos sin mantenimiento optimizada para análisis de datos multidimensionales. Este sofisticado software elimina gran parte del esfuerzo del desarrollo de sistemas de análisis de datos de data mart.
Infobright resuelve preguntas analíticas complicadas a los datos sin la necesidad de índices tradicionales, particionado, ajuste manual ni esquemas específicos. En su lugar, la arquitectura de conocimiento en retícula crea y almacena automáticamente la información necesaria para resolver rápidamente dichas preguntas.
Infobright organiza los datos en 2 niveles: por un lado los datos comprimidos se almacenan en segmentos llamados paquetes de datos, y por otro lado la información sobre los datos contenidos en la retícula de conocimiento. Para cada pregunta, Infobright usa la información en la retícula de conocimiento para determinar qué paquetes de datos son relevantes antes de descomprimirlos.
La tecnología de Infobright se basa en estos conceptos:
- Orientación a columnas
- Paquetes de datos
- Retícula de conocimiento
- Mecanismo de computación granular

### Orientación a columnas
Infobright es, en esencia, una base de datos orientada a columnas altamente comprimidas. Esto significa que en vez de organizar la información por filas, la organiza en columnas. Hay muchas ventajas al hacerlo así, como la posibilidad de hacer una mayor compresión de datos al almacenar cada columna información de un solo tipo (al contrario que las filas que pueden contener objetos muy dispares), lo que permite optimizar la compresión a cada tipo de dato. Infobright organiza cada columna en paquetes de datos y obtiene mayor compresión que otras bases de datos analíticas al aplicar algoritmos de compresión optimizados a cada paquete de datos, no sólo optimizados para la columna.
La mayor parte de las preguntas a la base de datos sólo involucran un subconjunto de las columnas, por lo que una base de datos orientada a columnas accede sólo en los datos que se le piden.

### Mecanismo de computación granular
El mecanismo granular procesa las solicitudes usando la información de la retícula de conocimiento para optimizar el proceso de interrogación. El objetivo consiste en eliminar o reducir significativamente la cantidad de datos que deben ser descomprimidos para responder a una solicitud. Infobright puede generalmente responder a las solicitudes sólo refiriéndose a la información de la retícula de conocimiento (sin necesidad de leer los datos), lo que le permite responder a esas solicitudes en fracciones de segundo.

## Integración con MySQL
MySQL es el software de base de datos más extendido del mundo, con más de 11 millones de instalaciones activas. Infobright procura analítica escalable a los usuarios MySQL mediante su integración como un mecanismo de almacenamiento. Cuando los datos de MySQL crecen y las prestaciones se resienten Infobright ofrece una buena solución.
En el mercado de los almacenes de datos, la base de datos se ha de integrar con gran variedad de herramientas. Al integrarse con MySQL, Infobright puede utilizar la extensa lista de herramientas de conectividad que ésta dispone (C, JDBC, ODBC, .NET, Perl ...).
Esto potencia el uso por los usuarios MySQL de herramientas BI maduras con las que pueden ya estar familiarizados. También se aprovecha la facilidad de uso de MySQL y de sus bajos requisitos de mantenimiento.
La integración Infobright-MySQL incluye estas características:
- Interfaces estándar de la industria: ODBC, JDBC, C API, PHP, Visual Basic, Ruby, Perl y Python;
- Completos servicios de gestión y utilidades;
- Conectividad robusta con herramientas de Business Intelligence como Actuate/BIRT, Business Objects, Cognos, Microstrategy, Pentaho, Jaspersoft y SAS.

## Versiones
Infobright Enterprise Edition (IEE) es la versión comercial del producto, e Infobright Community Edition (ICE) es la versión libre de código abierto. IEE incluye características avanzadas generalmente necesarias para producción, como son el soporte de operación, el soporte técnico y la garantía del producto, ventajas típicas de una licencia comercial.